# Erythrokeratodermia variabilis
Die Erythrokeratodermia variabilis ist eine sehr seltene angeborene Erkrankung aus der Gruppe der Erythrokeratodermien, eine ichthyosiforme Dermatose mit figürlichen veränderlichen Erythemen und Hyperkeratosen.
Synonyme sind: Erythrokeratoderma variabilis Typ Mendes da Costa; EKV; Erythrokeratoderma variabilis et progressiva; Erythrokeratodermia figurata variabilis; EKVP; Keratitis rubra figurata (Rille); Mendes-da-Costa-Syndrom
Die Namensbezeichnungen beziehen sich auf die Erstautoren von Beschreibungen wie im Jahre 1922 durch F. Rille und im Jahre 1925 durch den Hautarzt Samuel Mendes Da Costa (1862–1943), der die Bezeichnung „Erythro- et keratodermia variabilis“ prägte.

## Verbreitung
Die Häufigkeit ist nicht bekannt, bislang wurden mehr als 200 Patienten beschrieben. Die Vererbung erfolgt autosomal-dominant oder autosomal-rezessiv.

## Ursachen
Je nach zugrunde liegender genetischer Veränderung können folgende Formen unterschieden werden:
- Typ 1 (Erythrokeratodermia variabilis with erythema gyratum repens) mit Mutationen im GBJ3-Gen im Chromosom 1 am Genort p34.3[8]
- Typ 2 (Erythrokeratodermia variabilis et progressiva) mit Mutationen im GJB4-Gen im Chromosom 1 p34.3 für Connexin-31[9]
- Typ 3 (Erythrokeratodermia variabilis et progressiva) mit Mutationen im GJA1-Gen im Chromosom 6 q22.31 für Connexin-43[10]

## Klinische Erscheinungen
Klinische Kriterien sind:
- Beginn nach Geburt oder im Kleinkindesalter
- rasch fortschreitende und sich zurückbildende Figuren bildende Hautrötungen
- Hyperkeratosen erheblicher Ausdehnung eventuell mit Funktionsbeeinträchtigung
- Hauptlokalisation an Gesicht, Extremitäten und Gesäß
- Handflächen und Fußsohlen meist ausgespart bzw. in bis zu 50 % mitbeteiligt[4]

## Differentialdiagnose
Differential-diagnostisch abzugrenzen sind:
- Pityriasis rubra pilaris
- Psoriasis
- Erythrokeratodermia progressiva symmetrica
- Bullöses kongenitales ichthyosiformes Erythroderma
- Ichthyosis hystrix Curth-Macklin

## Therapie
Die Behandlung mit aromatischem Retinoid oder mit Acitretin führt zu guten Erfolgen.

## Heilungsaussicht
Die Erkrankung zeigt eine Tendenz zur spontanen Rückbildung.

## Geschichte
Bereits im Jahre 1907 wurde die Krankheit durch L. M. De Buy Wenninger beschrieben.